# Stadion FK Smederevo
Stadion FK Smederevo, serb. Стадион ФК Смедерево − stadion piłkarski mieszczący się w Smederevie, na którym domowe mecze rozgrywa miejscowy klub, FK Smederevo. Pojemność stadionu wynosi 17200 miejsc.